# 何塞·索里利亚球场
何塞·索里利亚球场（西班牙語：Estadio José Zorrilla）是一座位于西班牙卡斯蒂利亚-莱昂自治区巴利亚多利德市的足球场，是皇家巴利亚多利德的主场，可以容纳26,512名观众。
球场建于1982年，以出生于巴利亚多利德的西班牙诗人何塞·索里利亚命名。在此之前，皇家巴利亚多利德使用旧何塞·索里利亚球场进行主场比赛。
球场建成后的首场比赛是一场西甲联赛，对阵双方为皇家巴利亚多利德和毕尔巴鄂竞技。最终，主队1–0取胜。同年4月，球场作为主办方，承办了国王杯决赛——皇家马德里对阵希洪体育的比赛，最终皇马2–1胜出。

## 1982年世界杯足球赛
1982年世界杯，何塞·索里利亚球场举办了3场第一轮比赛。

### 第一轮
何塞·索里利亚球场举办了3场小组赛阶段第一轮的比赛。
| 1982年6月17日 | 捷克斯洛伐克   | 1–1  | 科威特     | 巴利亚多利德何塞·索里利亚球场      |
| 17:45 CEST    | 帕年卡 21'（） | 報告 | 达希勒 57' | 入場人數： 25,000 ： 本杰明·德沃莫 |

| 1982年6月21日 | 法國                                                  | 4–1  | 科威特     | 巴利亚多利德何塞·索里利亚球场            |
| 17:15 CEST    | - 真吉尼 31' - 普拉蒂尼 43' - 西克斯 48' - 博西斯 89' | 報告 | 布卢西 75' | 入場人數： 30,043 ： 米罗斯拉夫·斯图帕尔 |

| 1982年6月24日 | 法國       | 1–1  | 捷克斯洛伐克   | 巴利亚多利德何塞·索里利亚球场    |
| 17:15 CEST    | 西克斯 48' | 報告 | 帕年卡 84'（） | 入場人數： 28,000 ： 保罗·卡萨林 |